# Les Noces de papier

Les Noces de papier est un téléfilm québécois écrit par Jefferson Lewis et réalisé par Michel Brault en 1989. 

## Synopsis
Claire est un professeur dans la quarantaine qui vit seule. Son amant, Milosh, est un homme marié, et ils entretiennent une liaison tendue. Annie, la sœur de Claire et une avocate, a un problème : le visa d'un de ses clients, Pablo, réfugié politique d'Amérique latine, est échu et il doit être extradé. Annie demande à Claire de l'épouser pour qu'il puisse rester au pays. Claire refuse d'abord mais finit par céder.
Lors de la petite cérémonie civile, les agents de l'immigration arrivent, mais tous réussissent à se sauver avant d'être arrêtés. Un mariage religieux à l'église est donc décidé ainsi qu'une réception au grand bonheur de la mère de Claire et d'Annie, organisatrice hors pair. 
Le mariage a lieu et ensuite, Claire et Pablo vont chacun de leur côté, mais bientôt les agents de l'immigration, qui se doutent de quelque chose, sont de retour. Claire et Pablo doivent alors vivre ensemble et apprendre à se connaître.

## Distribution
- Geneviève Bujold : Claire
- Dorothée Berryman : Annie
- Manuel Aranguiz : Pablo
- Monique Lepage : la mère
- Teo Spychaski : Milosh